# Entelechie
In der Philosophie versteht man unter Entelechie (altgriechisch ἐντελέχεια entelecheia) die Eigenschaft von etwas, sein Ziel (Telos) in sich selbst zu haben. Der Ausdruck Entelechie ist aus drei Bestandteilen (en-tel-echeia) zusammengesetzt: ἐν en, deutsch ‚in‘, τέλος telos, deutsch ‚Ziel‘, ἔχεια echeia von ἔχειν echein, deutsch ‚haben‘, ‚halten‘.
Der Begriff wurde von Aristoteles in der Metaphysik IX, 8 eingeführt (siehe auch Akt und Potenz). Er bezeichnet die ideale Form, die sich im Stoff verwirklicht, besonders im Sinne einer dem Organismus innewohnenden Kraft, die ihn zur Selbstverwirklichung bringt.
Der Sache nach tritt der Begriff der Entelechie überall auf, wo teleologisches Denken herrscht, so bei Thomas von Aquin, in der Monadenlehre von Gottfried Wilhelm Leibniz, bei Johann Wolfgang von Goethe und im Vitalismus, insbesondere bei Hans Driesch.

## Begriffsbedeutung
Der Begriff kann auf unterschiedliche Weise gedeutet werden.

### Entelechie als Reifegestalt
In dieser Deutung bezeichnet Entelechie ein Individuum, das sein Ziel in sich hat, also ein vollendetes Einzelding, ein Individuum im Vollendungszustand. Beispielsweise ist der Schmetterling die Entelechie der Raupe, da der Schmetterling im Verhältnis zur Raupe die vollendete Gestalt erreicht hat.

### Entelechie als Innehaben von Vollendungspotenzial
Setzt man die beiden ersten Wortbestandteile (en-tel-) als ἐντελής entelês, deutsch ‚vollendet‘, so bedeutet Entelechie so viel wie „das Vollendete habend“, also das Innehaben von vollendeten Fähigkeiten, die prinzipiell jederzeit abrufbar sind. In diesem Sinne bezeichnet Entelechie ein Vermögen eines Individuums, nicht aber das Individuum selbst. Beispielsweise besitzt der Schmetterling die Fähigkeit zu fliegen, daher ist Fliegenkönnen oder Flugfähigkeit die Entelechie des Schmetterlings.
In dieser Bedeutung kann außerdem zwischen aktiver und passiver Entelechie unterschieden werden:
- Aktive Entelechie ist eine Fähigkeit, die ausgeübt werden kann und somit einem Wirkpotenzial entspricht.
- Passive Entelechie ist die Fähigkeit, eine äußere Einwirkung zu erdulden, und entspricht einem Widerstandspotenzial, z. B. der Fähigkeit eines Materials, einem Druck standzuhalten.

## Entelechie bei Aristoteles
Die Teleologie, die Lehre einer Ziel- und Zweckbestimmung, hatten bereits griechische Philosophen vor Aristoteles entwickelt. Er konnte also auf die Ideen seiner Vorgänger wie die der Ionier, von Empedokles, Anaxagoras, Sokrates oder die seines Lehrers Platon zurückgreifen.
Dennoch gilt Aristoteles als Begründer einer spezifischen Zwecklehre, da er den allgemeinen teleologischen Gedanken zur immanenten Teleologie weiterentwickelte. Er ging davon aus, dass das Streben der Organismen nicht von außen eingebracht worden sei, sondern vielmehr in ihnen selbst ihren Ursprung habe und dort verankert sei. Dadurch, dass er die allgemeine Teleologie auf das Bild des Organismus übertrug, begründete er also die Entelechie: Ein „jedes Lebewesen trägt Ziel und Zweck in sich selber und entfaltet sich dieser seiner inneren Zielstrebigkeit gemäß.“ sodass es eine kausale Erklärung für die Entwicklung eines Lebewesens gebe.
Nur wenn es sich entsprechend dieser natürlichen, vorbestimmten Veranlagung entfaltet, wird es ihm gelingen, Eudaimonia zu erlangen. Selbstverwirklichung ist also auch die Voraussetzung für ein glückliches, gelingendes Leben.
Der Zweck eines Lebewesens besteht folglich darin, „sich im ganzen Umkreis seiner Möglichkeiten zu verwirklichen.“
Eine Umschreibung für das, was wir heute Entelechie nennen, findet sich in Aristoteles’ Politik (1252 b30): „Den Zustand, welchen jedes Einzelne erreicht, wenn seine Entwicklung zum Abschluß gelangt ist, nennen wir die Natur jedes Einzelnen, wie etwa des Menschen, des Pferdes, des Hauses. Außerdem ist der Zweck und das Ziel das Beste.“
Dieses Phänomen der Selbstverwirklichung übertrug Aristoteles nicht nur auf den Staat als ein naturgemäßes Gebilde, sondern auch auf die gesamte Natur. Auch sie strebe danach, sich zu verwirklichen und zu vervollkommnen. Aus diesem „Drang zur Vervollkommenheit“ resultiere zugleich die Lebendigkeit und Schönheit der Natur.

### Entelechie und Energie
Der Entelechie-Begriff steht bei Aristoteles daher in engem Zusammenhang mit dem Energie-Begriff. Energeia ist ein weiteres von Aristoteles geprägtes Kunstwort aus den Wortbestandteilen en ergô einai ‚in Werk sein‘ (lat. actus, actualitas). Es bezeichnet die lebendige Wirksamkeit im Unterschied zur dynamis (lat. potentia, possibilitas), der bloßen Potenz oder Möglichkeit. Beide Begriffe, Energie und Entelechie, stellen Aspekte des Form-Begriffs dar: Die Form (eidos) ist erstens auch Energie, weil sie die Wirkursache in sich schließt, und zweitens auch Entelechie, insofern sie das Ziel des Wirkens beinhaltet.